# Боргли, Кристоффер
Кристоффер Боргли (род. 9 августа 1985, Осло) — норвежский кинорёжиссер, сценарист и монтажер. Известен как автор сценария и режиссёр получившего признание критиков фильма «Герой наших снов» с Николасом Кейджем в главной роли.

## Биография
Свою кинокарьеру начал с производства короткометражных фильмов, музыкальных клипов и рекламных роликов. Несколько его короткометражных фильмов были показаны на международных кинофестивалях, в том числе Whateverest 2013 года и Former Cult Member Hears Music For The First Time 2020 года. Снял клип на песню Donkeyboy «Ambitions», который был назван музыкальным видео года на Spellemannprisen 2009. Кроме того, его клипы на песни Casiokids «En vill hest» и «Det haster!» были номинированы в той же категории на Spellemannprisen 2010 и 2011 соответственно.
В 2017 году снял свой первый полнометражный фильм DRIB, к которому он также написал сценарий. Его второй полнометражный фильм, «Тошнит от себя», с Кристин Куджат Торп в главной роли, вышел в 2022 году. Фильм получил награды на кинофестивалях в Вальядолиде и Дублине, а также стал первым фильмом, получившим три награды на вручении Премии норвежских кинокритиков. В 2023 году за свой фильм он получил премию Аманда в категории «Лучший сценарий», а также награду за лучший грим. Кроме того, был номинирован в категории «Лучший монтаж», а всего фильм был номинирован на пять наград. Боргли также получил премию Nordic Film Prize.
В 2022 году стало известно, что Боргли станет сценаристом и режиссёром американского фильма «Герой наших снов» с Николасом Кейджем в главной роли.
Среди его ближайших проектов — фильм «Драма», производством которого занимается компания A24 с Зендейей и Робертом Паттинсоном в главных ролях, также Боргли станет режиссером и исполнительным продюсером сериала «Осколки» по одноимённому роману Брета Истона Эллиса для HBO.
Боргли живёт в Лос-Анджелесе.

## Фильмография
| Год  | Название         | Режиссёр | Сценарист | Монтажёр |
| ---- | ---------------- | -------- | --------- | -------- |
| 2017 | DRIB             | Да       | Да        |          |
| 2022 | Тошнит от себя   | Да       | Да        | Да       |
| 2023 | Герой наших снов | Да       | Да        | Да       |
| 2025 | Драма            | Да       | Да        |          |